# جيسي تورنبول
جيسي تورنبول هي نسوية ‏ كندية، ولدت في ديسمبر 1845 في كندا، وتوفيت في 1 يونيو 1920 في براندون في كندا.